# 15Y busz (Szolnok)
A szolnoki 15Y jelzésű autóbusz a Vasútállomás és a Tiszaliget, Campus között közlekedik. Kizárólag munkanapokon napközben jár, egyéb időszakokban a 15-ös busz pótolja, de az a Baross utca – Kossuth Lajos út útvonal helyett az Ady Endre úton halad végig. A viszonylatot a Volánbusz üzemelteti.

## Útvonala
| Tiszaliget, Campus felé | Vasútállomás felé |
| --- | --- |
| Vasútállomás vá. – Jubileum tér – Baross utca – Kossuth Lajos út – Szabadság tér – Kertész utca – Tiszaligeti sétány – Tiszaliget, Campus vá. | Tiszaliget, Campus vá. – Tiszaligeti sétány – Kertész utca – Szabadság tér – Kossuth Lajos út – Baross utca – Vasútállomás vá. |

## Megállóhelyei
| 0  | Vasútállomás végállomás                       | 13 | 2Y, 6, 6Y, 7, 8, 8Y, 13, 13Y, 14, 15, 16, 17, 24, 24A, 27, 28, 33, 38 Helyközi buszok S50 G50 Z50 S60 G60 Z60 S220 S820 IC, EC, EN, sebesvonat, gyorsvonat, expresszvonat |
| 2  | Jólét ABC                                     | 11 | 2Y, 6, 6Y, 7, 7Y, 8, 8Y, 11, 17, 21, 27, 28 |
| 4  | Petőfi Sándor út (↓) Móricz Zsigmond utca (↑) | 10 | 2, 2Y, 6, 6Y, 7, 7Y, 8, 8Y, 11, 17, 21, 27, 28 |
| 6  | Szapáry út                                    | 8  | 1, 1A, 1Y, 2, 2Y, 6, 6Y, 7, 7Y, 8, 8Y, 9, 11, 17, 20, 21, 23, 27, 28 |
| 8  | Szabadság tér                                 | 6  | 2, 2Y, 6, 6Y, 7, 7Y, 8, 8Y, 17, 27, 28, 34B |
| 10 | Liget Hotel                                   | 4  | 15 |
| 11 | Strandfürdő                                   | 3  | 15 |
| 12 | Vízilabda Aréna                               | 2  | 15 |
| 13 | Tiszaligeti Motel                             | 1  | 15 |
| 14 | Tiszaliget, Campus végállomás                 | 0  | 15 |